# Ingrams Braunschlange
Ingrams Braunschlange (Pseudonaja ingrami) ist eine Schlangenart aus der Familie der Giftnattern (Elapidae) und zählt zur Gattung der Braunschlangen (Pseudonaja). Es sind keine Unterarten bekannt. Das Artepitheton ehrt den australischen Herpetologen Glen Joseph Ingram.

## Merkmale
Pseudonaja ingrami erreicht eine Gesamtlänge zwischen 100 und 180 cm. Der Körper ist schlank gebaut. Der Kopf ist relativ kurz und setzt sich kaum vom Hals ab. Die Augen besitzen eine runde Pupille und dunkle Iris. Der Körper ist variabel gefärbt, die Körperoberseite reicht von bräunlich-hellgelb bis schwarzbraun. Der Kopf ist dunkel braun oder schwärzlich gefärbt. Die Schuppen sind oftmals dunkel gerandet. Die Bauchseite ist gelblich bis orange gefärbt und weist parallel angeordnete, orange Flecken auf. Der Giftapparat besteht, wie für Giftnattern typisch, aus seitlich des Schädels befindlichen Giftdrüsen (spezialisierte Speicheldrüsen) und im vorderen Oberkiefer befindlichen, unbeweglichen Fangzähnen (proteroglyphe Zahnstellung). Die Innenseite des Mauls ist schwarz.

### Pholidose
Die Pholidose (Beschuppung) zeigt folgende Merkmale:
- 7 Unterlippenschilde (Sublabialia),
- 17 Reihen glatter Rumpfschuppen (Scuta dorsalia),
- 190 bis 223 Bauchschilde (Scuta ventralia),
- 55 bis 70 paarige Unterschwanzschilde (Scuta subcaudalia) und
- 1 geteiltes Analschild (Scutum anale).

Die Schuppen sind glatt.

## Verbreitung
Das Verbreitungsgebiet umfasst innerhalb Australiens Areale in Northern Territory, Queensland und Western Australia. Funde aus der Umgebung von Kununurra, Western Australia, konnten nicht bestätigt werden. Museumspräparate aus der Region haben sich teilweise als Pseudonaja nuchalis herausgestellt. Die besiedelten Lebensräume umfassen tief gelegene und saisonal überflutete Biotope, die durch Schwarzerde und Tussockbestände gekennzeichnet sind. Die tiefgründigen Böden bieten Risse als Versteckmöglichkeiten.
IUCN Red List führt die Art als 'least concern' (nicht gefährdet). Die derzeitige Populationsentwicklung ist unbekannt.

## Lebensweise
Pseudonaja ingrami führt eine weitgehend bodenbewohnende Lebensweise. Zum Beutespektrum von Pseudonaja ingrami zählen in erster Linie kleine Säugetiere, teilweise auch Froschlurche. Die Fortpflanzung erfolgt durch Oviparie, also eierlegend. Das Gelege kann circa 15 Eier umfassen. Die Art gilt in Gefangenschaft als kaum aggressiv.

## Schlangengift

### Zusammensetzung
Das Toxingemisch enthält hohe Anteile an Prothrombinasen (Serinproteasen) sowie α-Neurotoxine. PLA2-Neurotoxine (präsynaptisch, Textilotoxin) waren hingegen wider Erwarten nicht nachweisbar. Besonders charakteristisch für Pseudonaja ingrami ist ein hoher Gehalt an C-Typ-Lektinen, deren Gehalt bis 15,5 % des Proteoms (Giftsekret) ausmachen kann.

### Toxikologie
Das Giftsekret von Pseudonaja ingrami ist hochwirksam und in seiner Pharmakologie vergleichbar mit dem anderer Braunschlangen, etwa Pseudonaja textilis. Nach Giftbiss werden rasch erste Symptome ausgebildet, etwa neurotoxische Effekte (z. B. Kopfschmerzen) und Übelkeit. Die Intoxikation ist geprägt durch Paralyse und Verbrauchskoagulopathie, letzteres ist vorwiegend auf die Aktivierung von Prothrombin zurückzuführen. Es können Hämorrhagien mit Hämoptyse und Hämaturie auftreten. Kardiovaskuläre Auswirkungen sind vermutlich sekundärer Natur, direkt kardiovaskulär wirksame Toxine sind jedoch nicht auszuschließen. Aus einem Fallbericht ist ferner eine milde Thrombozytopenie bekannt, Myolyse gilt als unwahrscheinlich. Nach einem Bissunfall ist schnellstmöglich intensivmedizinische Überwachung notwendig. Die Therapie erfolgt durch teils multiple Applikation eines geeigneten Antivenins, darüber hinaus symptomatisch.

## Systematik
Die Erstbeschreibung erfolgte durch den britisch-belgisch Zoologen George Albert Boulenger unter der Bezeichnung Diemenia ingrami (Ann. Mag. Nat. Hist. (8) 1: 333–334). Als Terra typica wird Alexandria (Northern Territory) angegeben. Cogger führte die Art 1983 als Pseudonaja ingrami.
Weitere Synonyme sind:
- Demansia ingrami Kinghorn 1964[3]
- Euprepiosoma ingrami Wells 2002[3]